# Geu namja-ui gi-eokbeop
Geu namja-ui gi-eokbeop (그 남자의 기억법?; lett. "Memorie di quell'uomo"), anche nota con il titolo internazionale Find Me in Your Memory, è una serie televisiva sudcoreana trasmessa su MBC TV dal 18 marzo al 13 maggio 2020.

## Trama
Lee Jung-hoon è un famoso anchorman affetto da ipertimesia, una condizione che gli permette di ricordare quasi ogni momento della sua vita, inclusa la morte del suo primo amore. Un giorno conosce Yeo Ha-jin, un'attrice e influencer con il problema opposto: la sua memoria sta lentamente svanendo, fatto che le ha permesso di dimenticare il suo doloroso passato.

## Personaggi e interpreti
- Lee Jung-hoon, interpretato da Kim Dong-wook
- Yeo Ha-jin, interpretata da Moon Ga-young